# Kukorica (növénynemzetség)
A kukorica (Zea) a perjefélék (Poaceae) családjába tartozó fenyérfüvek (Andropogoneae) nemzetségcsoportjába tartozó nemzetség. Öt faj tartozik ide:
- Zea diploperennis
- Zea luxurians
- Zea mays
- Zea mexicana
- Zea nicaraguensis
- Zea perennis

amik közül messze a legismertebb a gazdaságilag igen jelentős kukorica (Zea mays).